# Los Velázquez, crónica de dos bravos famosos, cómo pelearon, cómo murieron y cómo siguen vivos en la memoria del pueblo
Los Velázquez, crónica de dos bravos famosos, cómo pelearon, cómo murieron y cómo siguen vivos en la memoria del pueblo es una película de Argentina dirigida por Quiko García sobre su propio guion escrito en colaboración con Marcelo Vernet y Ricardo Gil Soria que se filmó en  1987 pero que por razones económicas no pudo terminarse.

## Sinopsis
La historia de dos “bandoleros”, Isidro Velázquez y su hermano Claudio, que en la década de 1960 actuaron en la provincia del Chaco y se convirtieron en un mito popular.

## El personaje
Isidro Velázquez (Mburucuyá, Corrientes, 15 de mayo de 1928 – Pampa Bandera, Chaco, 1 de diciembre de 1967) fue un asaltante y secuestrador. Durante 6 años en la década de 1960 cometió una serie de delitos junto con su hermano Claudio hasta ser abatido por la policía y se convirtió en un mito que perdura hasta la actualidad.
Algunos intelectuales populistas y de izquierda divulgaron y otorgaron entidad mítica a Isidro Velázquez, incorporando a menudo una porción de fantasías y distorsiones, y sacrificaron aspectos importantes de la verdad histórica en pro de su propósito ideológico. Sin duda que Velázquez no fue un delincuente del montón, porque ellos no suelen despertar este tipo de veneraciones, pero el historiador no debe dar por ciertos los aspectos más dudosos de la leyenda ni a utilizar una investigación histórica como vehículo de difusión ideológica. Así, por ejemplo, no hay prueba de que haya repartido dinero entre los pobres, más allá de los lógicos pagos por la protección que le brindaban prestaban, voluntariamente o porque no tenían otra alternativa. 
Si bien sus panegiristas afirman que las cinco muertes que le reconocen fueron en defensa propia o en enfrentamientos leales con la policía, cabe preguntarse si las ocurridas en el tiroteo en el que también murió su hermano Claudio, fue un acto de justicia o una balacera entre pendencieros alcoholizados o interrogarse acerca de qué justificación pueden encontrar al asesinato de un intendente y un propietario rural secuestrado. Posiblemente el punto más alto de la manipulación ideológica, lo alcancen aquellos intelectuales que intentaron presentar a Isidro Velázquez y Vicente Gauna como bandoleros que estuvieron a punto de integrarse a las Fuerzas Armadas Peronistas (FAP) gracias a sus presuntos contactos con Carlos Caride.
Seguramente, por la misma época hubo otros de trayectoria similar a la de Velázquez que no llegaron a crear una leyenda, por lo cual sería interesante estudiar por qué a su alrededor nació este mito y qué necesidades ocultas o manifiestas estuvieron presentes en las clases populares para mantener hacia este hombre una empecinada lealtad.

## Comentarios
Quiko García dijo en El Heraldo del Cinematografista de febrero de 1988: 

«Estos bandidos populares encarnan la rebeldía individual contra la injusticia del sistema. Y el pueblo se siente representado en esa rebeldía considerándolos como los vengadores de sus sufrimientos y privaciones.»